# Agency (Missouri)
Agency és una població dels Estats Units a l'estat de Missouri. Segons el cens del 2000 tenia 599 habitants.

## Demografia
Segons el cens del 2000, Agency tenia 599 habitants, 214 habitatges, i 176 famílies. La densitat de població era de 119,2 habitants per km².
Dels 214 habitatges en un 44,4% hi vivien nens de menys de 18 anys, en un 69,6% hi vivien parelles casades, en un 9,3% dones solteres, i en un 17,3% no eren unitats familiars. En el 12,6% dels habitatges hi vivien persones soles el 2,8% de les quals corresponia a persones de 65 anys o més que vivien soles. El nombre mitjà de persones vivint en cada habitatge era de 2,8 i el nombre mitjà de persones que vivien en cada família era de 3,04.
Per edats la població es repartia de la següent manera: un 30,1% tenia menys de 18 anys, un 6,5% entre 18 i 24, un 33,7% entre 25 i 44, un 24,5% de 45 a 60 i un 5,2% 65 anys o més.
L'edat mediana era de 35 anys. Per cada 100 dones de 18 o més anys hi havia 96,7 homes.
La renda mediana per habitatge era de 49.375 $ i la renda mediana per família de 52.500 $. Els homes tenien una renda mediana de 37.969 $ mentre que les dones 24.018 $. La renda per capita de la població era de 20.304 $. Entorn del 3,7% de les famílies i el 6,1% de la població estaven per davall del llindar de pobresa.

## Poblacions més properes
El següent diagrama mostra les poblacions més properes.